# Rémy Roux
Pour les articles homonymes, voir Roux.
Rémy Roux (29 juin 1865, Nice - 14 juillet 1957, Marseille), est un homme politique français.

## Biographie
Président de la fédération des amicales d'instituteurs de France et des colonies, il fut député des Bouches-du-Rhône de 1924 à 1932.

## Sources
- « Rémy Roux », dans le Dictionnaire des parlementaires français (1889-1940), sous la direction de Jean Jolly, PUF, 1960 [détail de l’édition]